# Jaume Reventós i Martí
Jaume Reventós i Martí (l'Hospitalet de Llobregat, 22 de febrer del 1923 - Castelldefels, 17 de gener del 1993) va ser un impressor, compositor i promotor cultural hospitalenc.

## Biografia
Començà a estudiar música amb Montserrat Freixas i Matilde Parera, i continuà la seva formació al Conservatori del Liceu amb els mestres Serra (solfeig), Garganta i Vicenta Palanca (piano), Enric Serra (solfeig i harmonia), Enric Roig (musicologia i història de la música), Enric Bagué (història). Obtingué els títols de professor de música i piano el curs 1949-1950. Mentre feia el soldat amplià els coneixements d'harmonia i banda amb Julià Palanca. Més endavant encara estudià composició de sardanes amb el mestre Cohí i Grau.
A l'edat de 17 anys ja havia musicat el conte La princesa i el pastor de Josep Maria Folch i Torres. El 1963 es presentà al concurs de cançó catalana de la Selva del Camp i hi guanyà el 3r premi amb la cançó Inútilment, que cantà el jutge Miquel Porter i Moix; posteriorment compongué altres peces per a cantants a de la Nova Cançó. Ultra escriure un bon nombre de cançons, Jaume Reventós va ser autor de 65 sardanes (que dedicà especialment al seu Hospitalet, a Masquefa i a Sitges) i composicions per a piano i altres instruments. Escrigué i publicà alguns llibres de tema artístic a la impremta Reven que portaven ell i el seu germà Pere Reventós. Durant un temps es dedicà també al cinema aficionat i rodà Desig, la primera pel·lícula rodada a l'Hospitalet amb argument, en color i amb fons musical.
En un altre pla cultural i musical, Jaume Reventós fou el 1947 un dels fundadors de l'hospitalenca Agrupació Amics de la Música, la presidí a partir del 1962 i durant 28 anys en va ser l'ànima, fins a la desaparició de la societat el 1976. L'entitat portà gran nombre de músics d'anomenada a l'Hospitalet, així com formacions musicals de la volada de la Coral Sant Jordi, el Cor Madrigal, l'Orfeó Català. També feu conferències d'intel·lectuals prestigiosos, organitzà cine-fòrums, festivals de dansa, concursos de pintura i escultura. Durant 8 anys l'Associació impulsà el "premi de pintura Ciutat de l'Hospitalet" (1962-1970). El 1962, i en col·laboració amb l'ajuntament, va crear els Festivals de Primavera, que portaren a la ciutat les òperes El Barber de Sevilla i Madame Butterfly, i les sarsueles Marina i Cançó d'amor i de guerra.
Deixà unes memòries manuscrites, que es conserven al Centre d'Estudis de l'Hospitalet de Llobregat . El 1992 donà a la seva ciutat natal la col·lecció artística que ell i el seu germà Pere havien aplegat al llarg dels anys, amb més de 600 obres, i en l'actualitat aquesta forma part dels fons del Museu d'Història de l'Hospitalet. En recordança del malaguanyat compositor, l'Ateneu li dedica anualment una ballada de sardanes, el Memorial Jaume Reventós, per la Festa Major de l'Hospitalet. El 1998 el consistori municipal li atorgà a títol pòstum la medalla de plata de la ciutat.

## Obres
- A una noia morta, marxa fúnebre (1991), per a piano
- Barcarola en re menor, per a piano
- Barcelona, Barcelona, cançó que cantà Gaietà Renom amb Dotras Vila de pianista
- Campanes en la nit (1988), cançó
- Inútilment (1963), cançó
- Llobregat, suite per a guitarra
- Preludi i tocata en do menor per a piano, dedicat a Rosa Sabater

### Sardanes
- A la Neus
- A Matilde
- L'Albina de l'Hospitalet
- L'alzinar (1987), enregistrada per la cobla els Montgrins en el DC  Masquefa i Montgrins (Barcelona: DiscMedi, 2003 ref. DM 1136 02)
- L'Aurora de l'Ateneu
- Amadeu
- Amics de Sitges
- Amorós, amorós
- Balconada de Castelldefels (1994)
- Bellvitgenca (1990)
- Les boires de Montserrat
- Campanes en la nit
- Carme i Pere de Collblanc
- La Carmeta i les seves amigues
- Carrer Xipreret
- Castell de Cornellà
- Catalunya 2000
- Cinquantenari de l'Ateneu
- Conxa la pintora
- De lluny estant
- La dolça Conxita
- L'Eco de Sitges (1988)
- Elevació
- Elisa, Amàlia i Joana
- En Quimet xerraire
- Endavant l'Hospitalet
- Enyorança de Masquefa
- L'estany vell
- L'Estatut
- L'eterna joventut
- La Feixa Llarga
- Gentils noies de Masquefa
- Els hospitalencs
- Ilera pubilla
- L'independentista
- Ja és primavera, Josefina
- La mare (1983)
- Margarida
- La Maria
- Maria Assumpta
- Maria Eulàlia (1984)
- La Marina Hospitalenca
- La Mediterrània
- Mercat del Centre, enregistrada per la cobla Vila d'Olesa en el DC 25è aniversari 1983-2008. Coordinadora Sardanista de l'Hospitalet (Barcelona: Àudiovisuals de Sarrià, 2008 ref. AVS 5.2124)
- La meva àvia de Besalú
- Els Montgrins a Masquefa (1988)
- Montserrat i Virgínia
- La nena de l'estació
- Nit d'estiu a l'Hospitalet
- La Núria d'Arbolí
- Per l'Àngel
- Plaça del Repartidor
- Primavera (1985), dedicada a la pianista hospitalenca Anna Maria Albors
- Primavera II, dedicada a Jaume Nogué
- Primavera a Sant Sadurní
- Remembrances de l'avi
- Rosa de Moià
- La Rosa de Sitges
- La sitgetana
- Solerjoveriana
- Tocata
- El tot l'Hospitalet (1992)
- L'única esperança
- Volguda Agrupació
- Winky fidel

### Pel·lícules
- Desig
- Recull de pel·lícules de Jaume Reventós, Francesc Marcé i Joaquim Company rodades entre 1951 i 1968 Cinema amateur a l'Hospitalet (comprèn Corpus 1959, 1960, 1961, Desig, L'Hospitalet des de l'aire, Carrers de l'Hospitalet, Los príncipes de España en l'Hospitalet, L'Hospitalet d'ahir, Gènesi [de la Florida] L'Hospitalet de Llobregat: Alter Films-Talaia Films-Alpha 63, 1959-1973 (Gènesi, del 1969, és de Joaquim Company)